# David Rundblad
David Rundblad (Lycksele, 8 ottobre 1990) è un hockeista su ghiaccio svedese.

## Palmarès

### Mondiali
- 1 medaglia:
  - 1 argento (Slovacchia 2011)